# Mika Häkkinen
Mika Pauli Häkkinen (født 28. september 1968 i Vantaa, Finland) er en finsk racerkører, der gennem sin 11 år lange Formel 1-karriere vandt 20 Grand Prix'er og to verdensmesterskaber.

## Resultater
Häkkinens bedste Formel 1-resultater blev opnået hos McLaren Mercedes, som han skiftede til fra Lotus i 1993. Bemærkelsesværdigt er Häkkinen's ulykke i Adelaide 1995, hvor han var tæt på at miste livet. Han kom sig mirakuløst, og var med i alle løb i 1996 bortset fra et.
I 1997 vandt han sit første Grand Prix i det sidste grand prix på sæsonen.
I 1998 sæsonen startede Mclaren som lyn og torden, og Häkkinen vandt de 2 første grand prixer på sæsonen. Han kæmpede en hård kamp med Michael Schumacher hele sæsonen igennem, og ved det sidste løb på sæsonen havde han et forspring på 4 point foran Michael. Ved det sidste løb i 1998 startede Michael Schumacher på pole position, men da hans bil ikke kunne starte, blev han nødt til at starte bagerst på gridden. Hakkinen tog hurtigt føringen, og midt i løbet måtte Schumacher udgå med en punktering.
Häkkinen blev den 2. finske formel 1 kører til at blive verdensmester.
Året efter skulle Häkkinen forsvare sit verdensmesterskab, men sæsonen startede mindre godt. Häkkinen scorede kun 10 point efter de første 3 løb og hans Mclaren team havde store problemer gennem hele sæsonen. Heldigvis for Häkkinen, så brækkede Schumacher benet i det 8. løb på sæsonen, og presset lå på Schumachers holdkammerat Eddie Irvine. Irvine førte verdensmesterskabet med 4 point inden det sidste løb i Japan. Irvine formåede dog kun at få et 3. plads i løbet mens at Häkkinen vandt, og Mika blev igen hyldet som verdensmester.
Sæsonen 2000 startede dårligt for Mclaren og Schumacher i Ferrarien dominerede sæsonen. Schumacher blev verdensmester med 19 point ned til Häkkinen. Bemærkelsesværdigt var dog Häkkinens overhaling af Schumacher i det Belgiens grand prix.
Häkkinen fortsatte i Formel 1 frem til 2001. En yderst skuffende sæson for Häkkinen hvor Ferrari dominerede og Mika kun fik 2 grand prix sejre. Häkkinen valgte at tage et år fri, for så at komme tilbage til Formel 1 i 2003, men valgte så midt i 2002 sæsonen at gå på pension.
I 2005 gjorde comeback i DTM, igen for Mercedes. Det blev til 3 sejre fordelt på 3 sæsoner, og sluttede sin DTM karriere i 2007.

## Kritik
Ved Häkkinens første sejr i 1997, blev Mclaren og Williams beskyldt for at aftale løbets afslutning. Häkkinen fik lov til at overhale Jacques Villeneuve, så Häkkinen kunne vinde og Villeneuve sikre sig verdensmesterskabet.
Ved det første grand prix i 1998, gav Häkkinens holdkammerat David Coulthard Häkkinen lov til at passere ham for sejren. Mclaren kom under hård kritik. Coulthard forklarede at det var fordi ham og Häkkinen havde en aftale. Den der kom førende ud af første sving, ville få lov til at vinde.

## Efter pension
Efter at Häkkinen sluttede sin karriere i DTM, deltog han i flere bilsikkerhedskampagner. Han blev også ved med at arbejde hos Mclaren, hvor han flere gange har været ude og teste bilen.

## Rygter
Da Williams manglede kørere i 2004, kom der rygter frem om at Häkkinen skulle tilbage til Formel 1 som kører. Han talte sammen med Williams og BAR. Det skulle bare vise sig at være løse rygter.
Igen i 2006, da Juan Pablo Montoya forlod McLaren, kom der rygter om Häkkinen skulle tilbage til Formel 1. Sædet blev dog udfyldt af Lewis Hamilton.